# Grauballe
Grauballe is een plaats in de Deense regio Midden-Jutland, gemeente Silkeborg. De plaats telt 657 inwoners (2008).
- Virtual International Authority File: 242552934